# Camavos

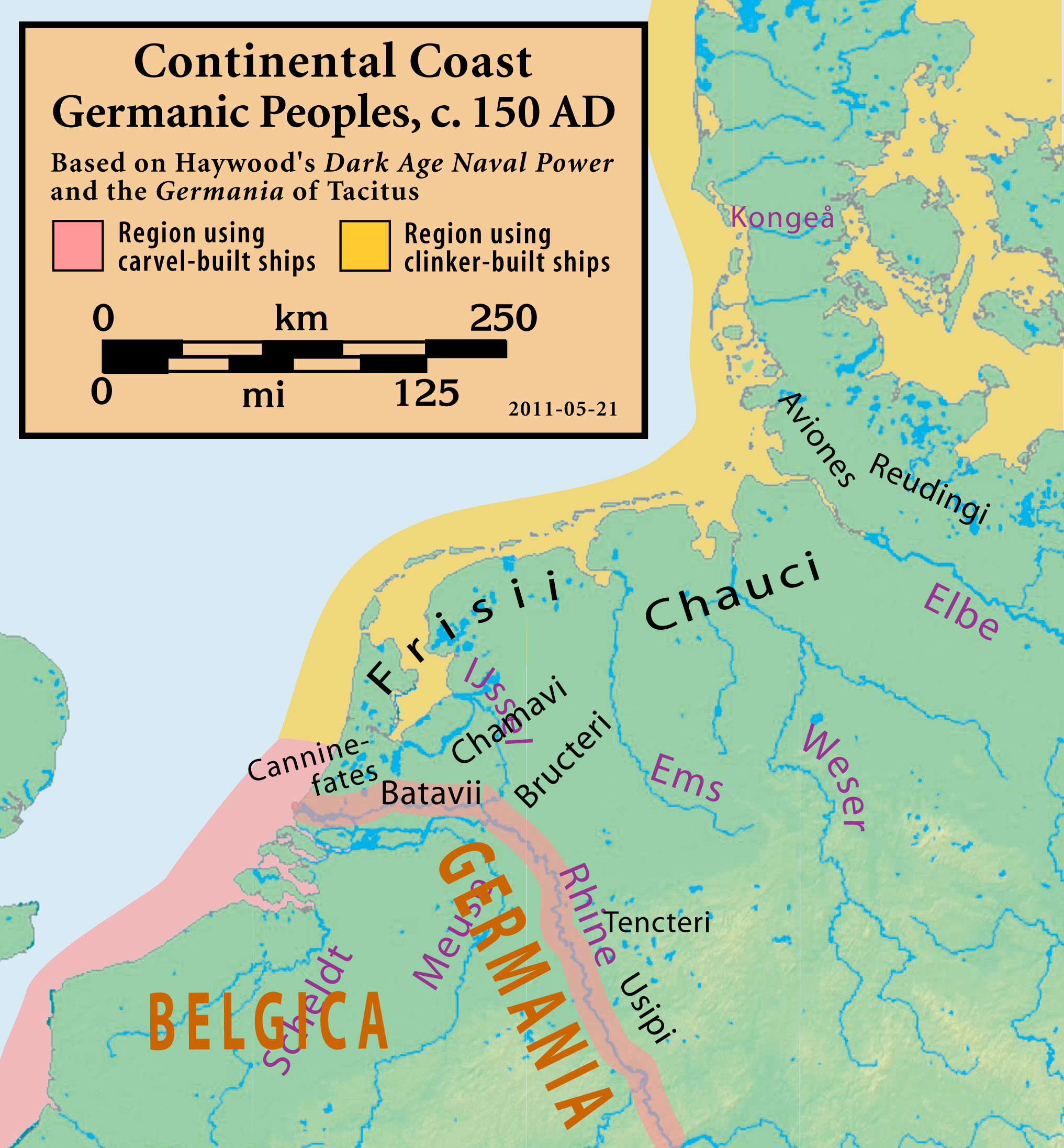
Costa continental da ilha onde estavam alojados grande parte dos grupos germânicos

Camavos eram um povo de origem germânica previamente estabelecido entre os rios Lipa e o Issel, na atual Hamalândia. Eles ocuparam, durante o século IV, as terras baixas da Holanda, ao norte do Reno. Os Camavos se estabeleceram em alguns foedus no país de Amous (Pagus Chamavorum) ao sul do Saône, especialmente perto de Biarne e Dole, por exemplo, no final do século III.
Seu nome real era Hamaves, os romanos, muitas vezes, adicionavam um C antes H. A palavra presumivelmente vêm do germânico haimaz ou (em inglês) house ou (em francês) hamlet. Ham significa aldeia, povoado ou colônia. Endente-se assim que os Hamaves seriam aldeões ou colonos [ou colonizadores].
De acordo com Ferdinand Lot, a tribo pertencia anteriormente aos sálios e se estabeleceu no século V em Veluwe e Salla na Holanda, quando foram abandonados poe eles.

## Localização

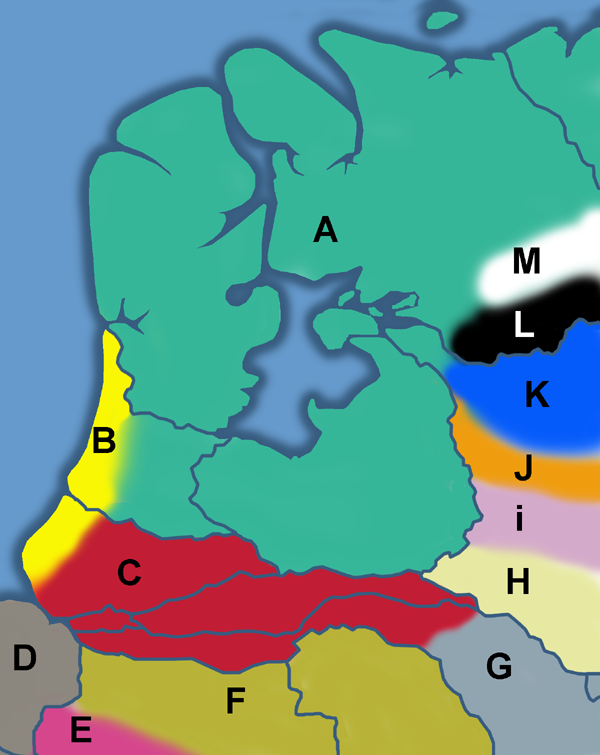
O local aproximado (hoje Holanda) onde as tribos germânicas se assentaram no século I. Os limites exatos são desconhecidos entretanto, e H a M em particular, não devem ser considerados como representações exatas

Quando os romanos chegaram, várias tribos foram localizados na região dos Países Baixos, que residiam nas partes habitáveis mais altas, especialmente no leste e sul. Essas tribos não deixaram registros escritos. Todas as informações conhecidas sobre elas durante este período pré-romano é baseada no que os romanos, mais tarde, escreveram sobre as mesmas. As tribos mostrado no mapa à esquerda são:
- A. Frísios,
- B. Caninefates,
- C. Batavos,
- D. Marsos,
- E. Toxandros,
- F. Menápios,
- G. Ampsivários,
- H. Camavos,
- I. Sicambros,
- J. Brúcteros,
- K. Tubantes,
- L. Usípetes e
- M. Tencteros.

Outros grupos tribais não mostrados neste mapa, mas associado com a Holanda são:
- Ambianos,
- Catos,
- Catuários,
- Morinos,
- Salianos,
- Tungros e
- Úbios.